# Operacija Čvrsta stijena
Operacija Čvrsta stijena je vojna operacija Izraelskih obrambenih snaga protiv palestinskih militanata u Gazi pokrenuta 8. srpnja 2014. Operacija je uslijedila nakon ubojstva trojice izraelskih mladića, za čiju su smrti izraelske vlasti okrivile Hamas, nakon čega je Hamas započeo kampanju stalnog raketiranja izrelskih civilnih ciljeva.
Nakon prve faze operacije - bombardiranja strateških ciljeva palestinskih militanata - uslijedila je druga faza. Kako bi se smanjio broj žrtava, izraelske snage pokrenule su kopneni napad 17. srpnja. Cilj izraelskog kopnenog napada bio je odvratiti Hamas i prisiliti ga na primirje. No, sve vrijeme Hamas je nastavio s raketiranjem izraelskih civilnih područja i odbacio pet primirja koje su nudili Egipat, Crveni križ i Ujedinjeni narodi.

## Povod
Trojica izraelskih tinejdžera bila su oteta 12. lipnja 2014. Izraelske vlasti optužile su Hamas za otmicu, koji je odbacio optužbe. Potom su izraelske vlasti pokrenule akciju potrage oko Hebrona, grada u kojemu su tinejdžeri bili oteti. Međutim, kasnije su pronađena tijela otetih tinejdžera te je ustanovljeno da su bili ubijeni sat nakon otmice. Kao odgovor na izraelsku akciju potrage, Hamas je započeo kampanju raketiranja Izraela. Vijest o smrti trojice izraelskih mladića izazvala je pobune i poziv na osvetu širom Izraela, ali i ubojstvo palestinskog mladića u osvetničkom napadu. Ubojstvo palestinskog mladića dovelo je do žešće reakcije Hamasa raketnim napadima.
Palestinski militanti intenzivirali su raketne napade 7. srpnja ispalivši 70 raketa na izrealsko područje. Isti dan su Izraelske obrambene snage napale militantski tunel i spriječile ulazak skupine militanata u Izrael. Hamas je potom izjavio uvjete prekida raketiranja u kojima je zahtijevao prekid izraelske sigurnosne blokade Gaze i puštanje zatvorenika koji su prethodno bili oslobođeni u razmjeni za izraelskog vojnika.

## Početak operacije
Zbog stalnog raketiranja civilnih područja, izraelske vlasti pokrenule su operaciju Čvrsta stijena 8. srpnja 2014. Cilj operacije bila su strateška sjedišta Hamasa, skladišta raketa, mjesta lansiranja i domovi militanata. No, većina ovih ciljeva je smještena ili se nalazi u blizini civilnih područja, domova, škola, igrališta i džamija. Zbog toga je tijekom operacije bilo nemoguće za izraelske snage da izbjegnu civilne žrtve.
Prvog dana operacije u zračnim napadima poginulo je 28 Palestinaca. Istovremeno je Izrael mobilizirao 40 000 rezervista. Nakon pokretanja operacije, Hamas je pozvao na djelovanje proglašavajući sve Izraelce metama. Predsjednik Palestinske samouprave, Mahmud Abas, pozvao je na promtni prekid izraelske operacije. Dan poslije nastavili su se izraelski zračni napadi, a Hamas je raketirao Tel Aviv i Jeruzalem.
Egipatske vlasti su 10. srpnja otvorile svoju granicu s Pojasom Gaze radi prijenosa ranjenika. Američki predsjednik Barack Obama je izraelskom predsjedniku Vlade Benjaminu Netanjahuu izrazio želje SAD-a da posreduju u pronalaženju mira. U međuvremenu su se nastavili izraelski zračni napadi na mete militanata, a na 12. srpnja poginulo je najviše palestinskih žrtava - njih 56.
Isti dan, Vijeće sigurnost UN-a pozvalo je Izrael i Hamas da prekinu neprijateljstva i poštuju međunarodno pravo. Izrael je nastavio s pojačavanjem postrojbi na granici s Gazom u slučaju mogućeg kopnenog napada. Idući dan su izraelski pomorski komandosi izveli kratku kopnenu operaciju preko noći, ciljajući mjesta lansiranja raketa. To je bilo prvo kopneno djelovanje od početka operacije. Abas je pozvao UN da područje Palestinske samouprave proglasi zaštićenom zonom.
Egipat je 15. srpnja ponudio primirje. Na sastanku izrealskog kabineta sigurnosti prijedlog primirja bio je prihvaćen. Međutim, palestinski militanti i Hamas odbacili su primirje. Prijedlog je uključivao dvodnevni prekid vatre nakon čega su trebali uslijediti mirovni pregovori. Iz brigade al-Kasam najavljeno je "rasplamsavanje borbe s neprijateljem". Na dan odbacivanja primirja, militanti su ispalili 192 rakete, od kojih je 100 palo na područje Gaze.

## Početak izraelskog kopnenog napada
Izraelske snage su donijele odluku o pokretanju kopnenog napada 17. srpnja. Odluka je uslijedila nakon ocjene da operacija ne može biti učinkovita ako se nastavi izvoditi samo iz zraka, što je povećavalo i rizik stradanja civila. Kako bi smanjili civilne žrtve, započeli su kopneni napad. Cilj kopnenih napada bili su tuneli za krijumčarenje iz Gaze prema Izraelu, koje su rabili militanti, bombaši samoubojice, te preko kojih su prenošena naoružanja s ciljem nanošenja veće štete izraelskim snagama.
Napadu je prethodilo intenzivno bombardiranje. Nakon pokretanja napada, Hamas je zaprijetio da će Izrael platiti "visoku cijenu". Izraelske vlasti potvrdile su poziv dodatnih 18 000 rezrevista, pa je ukupno pozvano 65 000 rezrevista.
Raketni napadi Hamasovih militanata su se sve vrijeme nastavili i s vremenom pojačavali. U međuvremenu je Hamas odbacio četiri primirja koja je nudila međunarodna zajednica. Visoke civilne žrtve uglavnom je uzrokovao Hamas pozivima civilima da se izlože i služe kao ljudski štit protiv izraelskih napada. Izraelski napori da se smanje civilne žrtve imaju malo uspjeha. Idući dan, Izrael je pojačao zračne napade u kojima je stradalo 25 Palestinaca, uključujući 8-ero djece.
Crveni križ je 20. srpnja bio predložio dvosatno primirje kojega su izraelske snage prihvatile. Međutim, Hamas je ukratko nakon postignutog primirja napao izraelske snage kršćeći primirje. Nakon toga borbena djelovanja su se nastavila.
S noći 28. na 29. srpnja izraelske snage su pogodile preko 70 militantskih meta, uključujući i dom Ismaila Henije, šefa političkog krila Hamasa, koji je služio kao stožer militanata.

## Naziv vojne operacije
Službeni naziv operacije na hebrejskom je operacija Čvrsta stijena (heb. מִבְצָע צוּק אֵיתָן, mivca cuk eitan). Na arapskom jeziku službeni naziv je operacija Odlučna stijena. Međutim, na engleskom, službeni naziv operacije je operacija Zaštitni rub (eng. Operation Protective Edge).